# Gabriel Ste-Marie
Pour les articles homonymes, voir Sainte-Marie.
Gabriel Ste-Marie est économiste, enseignant et homme politique québécois originaire de Saint-Jean-de-Matha. Il représente la circonscription de Joliette en tant que député à la Chambre des communes depuis les élections de 2015 sous la bannière du Bloc québécois.

## Biographie
Gabriel Ste-Marie obtient un baccalauréat ainsi qu'une maîtrise en sciences économiques de l'Université du Québec à Montréal (UQAM), respectivement en 2002 et en 2005.
Depuis 2000, il écrit régulièrement des articles dans L'Aut'Journal, un journal indépendant, indépendantiste et progressiste.
Avant de faire le saut en politique, il est enseignant au Cégep régional de Lanaudière à Joliette et chargé de cours à l'UQAM, en plus d'être chercheur affilié à l'Institut de recherche en économie contemporaine (IRÉC), où ses travaux portent sur l'économie du Québec.

### Carrière politique
En janvier 2015, il devient président du Bloc québécois de Joliette et annonce sa candidature à l'investiture pour l'élection fédérale de 2015. Il est officiellement investi en mars de la même année.
Lors de la campagne électorale, il est notamment chargé du cadre financier, dont il assure la direction et la présentation à la presse.
Le 19 octobre 2015 il est élu député de Joliette, avec 33,21 % des suffrages et plus de 2 500 voix d'avance sur son adversaire le plus proche.  
Gabriel Ste-Marie devient porte-parole pour le Bloc québécois sur différentes matières : finances, industrie, sciences, santé et Conseil du trésor, en plus de se voir confier la responsabilité de leader parlementaire.
Il est réélu aux élections de 2019, avec 58,22 % des suffrages et plus de 20 595 voix d'avance sur son adversaire le plus proche.
Gabriel demeure porte-parole pour le Bloc québécois en matière de finances et du Conseil du trésor.  
Depuis l'automne 2019, il siège sur le Comité permanent des finances à titre de vice-président, en plus d'assurer la vice-présidence de l'association parlementaire Canada-Afrique.
Il dépose le 23 septembre 2020 le projet de loi C-224 qui vise à établir un rapport d'impôt unique au Québec qui serait perçu par Revenu Québec.

### Démission du Bloc québécois
Le 25 février 2018, Gabriel Ste-Marie quitte son poste de leader parlementaire du Bloc québécois, car le lien de confiance entre lui et la cheffe du parti est brisé.
Quelques jours plus tard, le 28 février 2018, Gabriel Ste-Marie et six de ses collègues (les députés Michel Boudrias, Rhéal Fortin, Simon Marcil, Monique Pauzé, Louis Plamondon et Luc Thériault) quittent le Bloc québécois. Ils siègent alors comme indépendants.
À partir du 6 juin 2018, Gabriel Ste-Marie et ses collègues démissionnaires siègent à la Chambre des communes sous la bannière d'un nouveau parti, Québec debout, jusqu'au 16 septembre 2018.
La cheffe quitte le Bloc québécois en juin 2018, à la suite d'un appui de 32 % lors d'un vote de confiance.
Gabriel Ste-Marie réintégre le Bloc québécois avec ses collègues dans la foulée de la refondation du parti.

## Travail de député
Lors de son premier mandat, il fait de la lutte aux paradis fiscaux son plus important cheval de bataille en déposant, dès son arrivée à Ottawa, la motion M-42 pour boucher l'échappatoire fiscale de la Barbade; alors la plus importante destination voyage de l'argent des grandes entreprises canadiennes. Le travail de Ste-Marie dans ce dossier a notamment été relevé par France Inter en 2017. 
Le député de Joliette se démarque également en se rendant à Washington pour coaliser des appuis aux industries québécoises de l'aluminium aux États-Unis,. Il défend également les producteurs sous gestion de l'offre du Québec en faisant adopter une motion unanime de la Chambre des communes demandant leur pleine indemnisation pour les pertes liées aux accords de libre-échange avec l'Europe, la zone Pacifique et l'Amérique du Nord,.
Le deuxième mandat de Gabriel Ste-Marie est marqué par la crise de la Covid-19, son travail se concentre alors sur l'élaboration de programmes d'aide destinés aux citoyens et aux entreprises durement touchés par la pandémie.  
Il soulève par exemple en comité parlementaire l'exigence de n'avoir reçu aucun revenu pendant quatorze jours consécutifs pour bénéficier de la Prestation canadienne d'urgence (PCU), pénalisant ainsi les citoyens qui touchent un revenu sporadique tel que les pompiers volontaires et les élus de petites localités.
Notamment grâce à ses remarques, le gouvernement fédéral élargit, quelques jours plus tard, l'accès à la Prestation canadienne d'urgence.

## Publications
- Modélisation de la motivation des travailleurs dans l'économie cubaine depuis 1990, mémoire de maîtrise (2005), Université du Québec à Montréal[25].